# Таллиаллен
Таллиаллен (англ. Tullyallen; ирл. Tulaigh Álainn) — (переписной) посёлок в Ирландии, находится в графстве Лаут (провинция Ленстер) в 6 км к северо-западу от Дроэда. Расположен в долине Бойн, на месте одного из лагерей вильямитов во время битвы на реке Бойн.

## Демография
Население — 1036 человек (по переписи 2006 года). В 2002 году население составляло 617 человек.
Данные переписи 2006 года:
| Общие демографические показатели |               |                               |                               |      |      |
| Всё население                    | Всё население | Изменения населения 2002—2006 | Изменения населения 2002—2006 | 2006 | 2006 |
| 2002                             | 2006          | чел.                          | %                             | муж. | жен. |
| 617                              | 1036          | 419                           | 67,9                          | 537  | 499  |

В нижеприводимых таблицах сумма всех ответов (столбец «сумма»), как правило, меньше общего населения населённого пункта (столбец «2006»).
| Религия (Тема 2 — 5 : Число людей по религиям, 2006) |             |                |             |            |       |      |
| Католики, чел.                                       | Католики, % | Другая религия | Без религии | не указано | сумма | 2006 |
| 932                                                  | 90,0        | 68             | 20          | 16         | 1036  | 1036 |

| Этно-расовый состав (Этничность. Тема 2 — 3 : Постоянное население по этническому или культурному происхождению, 2006) |            |              |       |        |        |            |       |        |
| Белые ирландцы | Лухт-шулта | Другие белые | Негры | Азиаты | Другие | Не указано | сумма | 2006   |
| 929 | 0          | 57           | 12    | 3      | 25     | 10         | 1036  | 1036   |
| Доля от всех отвечавших на вопрос, %                                                                                   |            |              |       |        |        |            |       |        |
| 89,7 | 0,0        | 5,5          | 1,2   | 0,3    | 2,4    | 1,0        | 100   | 100,01 |

1 — доля отвечавших на вопрос о языке от всего населения.
| Владение ирландским языком (Тема 3 — 1 : Число людей от 3 лет и старше по способности говорить по-ирландски, 2006) |      |            |       |       |
| Владеете ли Вы ирландским языком?                                                                                  |      |            |       |       |
| Да | Нет  | Не указано | сумма | 2006  |
| 333 | 609  | 20         | 962   | 1036  |
| Доля от всех отвечавших на вопрос о языке, %                                                                       |      |            |       |       |
| 34,6 | 63,3 | 2,1        | 100   | 92,91 |

1 — доля отвечавших на вопрос о языке от всего населения.
| Использование ирландского языка (Тема 3 — 2 : Говорящие по-ирландски от 3 лет и старше по частоте использования ирландского языка, 2006) |                                                            |                                               |                                               |                                               |                                               |                                               |       |                                     |      |
| Как часто и где Вы говорите по-ирландски?                                                                                                |                                                            |                                               |                                               |                                               |                                               |                                               |       |                                     |      |
| ежедневно, только в образовательных учреждениях                                                                                          | ежедневно, как в образовательных учреждениях, так и вне их | в других местах (вне образовательной системы) | в других местах (вне образовательной системы) | в других местах (вне образовательной системы) | в других местах (вне образовательной системы) | в других местах (вне образовательной системы) | сумма | всего, отвечавших на вопрос о языке | 2006 |
| ежедневно, только в образовательных учреждениях                                                                                          | ежедневно, как в образовательных учреждениях, так и вне их | ежедневно                                     | каждую неделю                                 | реже                                          | никогда                                       | не указано                                    | сумма | всего, отвечавших на вопрос о языке | 2006 |
| 99 | 2                                                          | 9                                             | 11                                            | 106                                           | 105                                           | 1                                             | 333   | 962                                 | 1036 |
| Доля от всех отвечавших на вопрос о языке, %                                                                                             |                                                            |                                               |                                               |                                               |                                               |                                               |       |                                     |      |
| 10,3 | 0,2                                                        | 0,9                                           | 1,1                                           | 11,0                                          | 10,9                                          | 0,1                                           | 34,6  | 100                                 |      |

| Типы частных жилищ (Тема 6 — 1(a) : Число частных домовладений по типу размещения, 2006) |          |         |                 |            |       |      |
| Отдельный дом                                                                            | Квартира | Комната | Переносные дома | не указано | сумма | 2006 |
| 364                                                                                      | 3        | 1       | 0               | 2          | 370   | 1036 |